# Marian Hristov
Marian Hristov (Мариян Христов en búlgaro; 29 de julio de 1973) es un futbolista búlgaro, se desempeña como centrocampista y actualmente juega en el PFC Balkan Botevgrad, un club de Bulgaria.

## Clubes
| Club                 | País     | Año         |
| -------------------- | -------- | ----------- |
| PFC Balkan Botevgrad | Bulgaria | 1993 - 1994 |
| Slavia Sofia         | Bulgaria | 1994 - 1995 |
| Levski Sofia         | Bulgaria | 1995 - 1997 |
| 1. FC Kaiserslautern | Alemania | 1997 - 2004 |
| VfL Wolfsburg        | Alemania | 2004 - 2006 |
| PFC Balkan Botevgrad | Bulgaria | 2008 -      |